# Harlem (série télévisée)
Pour l’article homonyme, voir Harlem (homonymie).
Harlem est une série télévisée américaine créée par Tracy Oliver et diffusée depuis le 3 décembre 2021 sur Prime.
En février 2022, Amazon renouvelle la série pour une seconde saison. En décembre 2023, la série est renouvelée pour une troisième et dernière saison par Amazon.

## Synopsis
La série suit le quotidien de quatre amies ayant obtenu leur diplôme à l'université de New York et essayant de conjuguer vie professionnelle et vie amoureuse.

## Distribution

### Acteurs principaux
- Meagan Good (VF : Géraldine Asselin) : Camille Parks
- Grace Byers (VF : Aurélie Konaté) : Quinn Joseph
- Shoniqua Shandai (VF : Annie Milon) : Angie Wilson
- Jerrie Johnson (VF : Corinne Wellong) : Tye Reynolds
- Tyler Lepley (VF : Vincent Touré) : Ian Walker

### Acteurs récurrents
- Whoopi Goldberg (VF : Maik Darah) : Dre Elise Pruitt
- Jasmine Guy (VF : Laurence Charpentier) : Patricia Joseph
- Bevy Smith : tante Tammy
- Juani Feliz (VF : Amélia Ewu) : Isabela Benitez-Santiago
- Jonathan Burke (VF : Antoine Fleury puis Yves Letzelter) : Eric
- Kadeem Ali Harris (VF : Mike Fédée) : Brandon
- Sullivan Jones (VF : Baptiste Marc) : Jameson Royce
- Andrea Martin (VF : Josiane Pinson) : Robin Goodman (saison 1)
- Robert Ri'chard (VF : Jean-Michel Vaubien) : Shawn (saison 1)
- Erika Henningsen : Kate (saison 1)
- Kate Rockwell (VF : Myrtille Bakouche) : Anna Sharp (saison 2)
- Luke Forbes (VF : Jean-Michel Vaubien) : Michael (saison 2)
- Joie Lee : Deborah Parks (saison 2)
- Rachel True (VF : Nathalie Spitzer) : Aimee (saison 2)
- Trai Byers (VF : Grégory Lerigab) : Keith (saison 2)

## Saisons
| Saison | Saison | Nombre d'épisodes | Dates de diffusion originale | Dates de diffusion originale |
| Saison | Saison | Nombre d'épisodes | Début de saison              | Fin de saison                |
| ------ | ------ | ----------------- | ---------------------------- | ---------------------------- |
|        | 1      | 10                | 3 décembre 2021              | 3 décembre 2021              |
|        | 2      | 8                 | 3 février 2023               | 24 février 2023              |
|        | 3      | 6                 | 23 janvier 2025              | 6 février 2025               |

### Épisodes

#### Saison 1
| N° d'épisode | Titre original             | Titre français                | Réalisé par     | Diffusion       |
| ------------ | -------------------------- | ----------------------------- | --------------- | --------------- |
| 01           | Pilot                      | Pilote                        | Malcolm D. Lee  | 3 décembre 2021 |
| 02           | Saturn Returns             | Le Retour de Saturne          | Malcolm D. Lee  | 3 décembre 2021 |
| 03           | Rainbow Sprinkles          | Vermicelles Multicolores      | Linda Mendoza   | 3 décembre 2021 |
| 04           | Winter Solstice            | Le solstice d'hiver           | Linda Mendoza   | 3 décembre 2021 |
| 05           | Boundaries                 | Prise de risques              | Linda Mendoza   | 3 décembre 2021 |
| 06           | Cuffing Season             | La saison des menottes        | Stacey Muhammad | 3 décembre 2021 |
| 07           | The Strong Black Woman     | Noire, donc forte             | Stacey Muhammad | 3 décembre 2021 |
| 08           | Five Years Ago             | Il y a 5 ans                  | Linda Mendoza   | 3 décembre 2021 |
| 09           | Secrets                    | Secrets                       | Neema Barnette  | 3 décembre 2021 |
| 10           | Once Upon a Time in Harlem | Il était une fois dans Harlem | Neema Barnette  | 3 décembre 2021 |

#### Saison 2
| N° d'épisode | Titre original                       | Titre français                   | Réalisé par              | Diffusion       |
| ------------ | ------------------------------------ | -------------------------------- | ------------------------ | --------------- |
| 01           | Takesie Backsies                     | Pour de rire                     | Linda Mendoza            | 3 février 2023  |
| 02           | If You Can't Say Anything Nice…      | Si tu n'a rien d'agréable à dire | Meagan Good              | 3 février 2023  |
| 03           | As Assist from the Sidelines         | Une aide des coulisses           | Stacey Muhammad          | 10 février 2023 |
| 04           | Baby and the Bath Water              | Bébé et l'eau du bain            | Linda Mendoza            | 10 février 2023 |
| 05           | Pride                                | La marche                        | Linda Mendoza            | 17 février 2023 |
| 06           | Out of the Deadpan and into the Fire | Tout feu, tout flamme            | Shea William Vanderpoort | 17 février 2023 |
| 07           | Fall Back to Rumspringa Forward      | Retour vers le futur             | Shea William Vanderpoort | 24 février 2023 |
| 08           | Joy, Joy, Joy, Joy                   | Joie, Joie, Joie, Joie           | Stacey Muhammad          | 24 février 2023 |

#### Saison 3
| N° d'épisode | Titre original           | Titre français | Réalisé par              | Diffusion       |
| ------------ | ------------------------ | -------------- | ------------------------ | --------------- |
| 01           | Ex...pecting             | Décisions      | Stacey Muhammad          | 23 janvier 2025 |
| 02           | Fallopian Blues          | Dépression     | Stacey Muhammad          | 23 janvier 2025 |
| 03           | Can We Talk…For A Minute | Discussions    | Tasha Smith              | 30 janvier 2025 |
| 04           | Foot Rub                 | Aspirations    | Shea William Vanderpoort | 30 janvier 2025 |
| 05           | Fear Factor              | Confessions    | Tasha Smith              | 6 février 2025  |
| 06           | Dear Harlem              | Résolutions    | Shea William Vanderpoort | 6 février 2025  |